# José Félix Uriburu

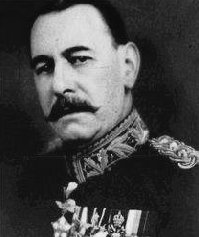
José Félix Uriburu

José Félix Benito Uriburu y Uriburu (* 20. Juli 1868 in Salta; † 29. April 1932 in Paris) war ein argentinischer General. Nach einem Militärputsch war er de facto vom 8. September 1930 bis zum 20. Februar 1932 Präsident von Argentinien.

## Leben
José Félix Uriburu war der Neffe von José Evaristo Uriburu, der von 1895 bis 1898 argentinischer Präsident war. Im Jahre 1930 führte er unter Beteiligung der rechtsgerichteten argentinischen Partei Liga Patriótica Argentina einen Militärputsch gegen den amtierenden Präsidenten Hipólito Yrigoyen an. Mit dem Erfolg dieses Putsches begann in Argentinien die década infame (deutsch: berüchtigtes Jahrzehnt). 